# Comuna Caramahmet, Chilia
Caramahmet (în ucraineană Шевченкове, transliterat: Șevcenkove) este o comună în raionul Chilia, regiunea Odesa, Ucraina, formată din satele Caramahmet (reședința) și Pomazan.

## Demografie
Componența lingvistică a comunei Caramahmet
     Ucraineană (96,35%)
     Rusă (1,74%)
     Alte limbi (1,66%)
Conform recensământului din 2001, majoritatea populației comunei Caramahmet era vorbitoare de ucraineană (96,35%), existând în minoritate și vorbitori de rusă (1,74%).